# Corrado Lorefice
Corrado Lorefice (* 12. října 1962, Ispica) je italský římskokatolický duchovní a arcibiskup palermský.

## Život
Narodil se 12. října 1962 v Ispice.
Po maturitě na Istituto Magistrale “Matteo Raeli” vstoupil do vyššího kněžského semináře v Noto. Kvůli studiu na institutu svatého Pavla pobýval také v kněžském semináři v Acireale. Získal bakalářský titul z teologie a byl pozván doplnit si vyšší vzdělání na Papežskou akademii Alfonsiana v Římě, kde získal licenciát z morální teologie. Dne 30. prosince 1987 byl biskupem Salvatorem Nicolosi vysvěcen na kněze.
Dne 2. ledna 1988 se stal mansionářem kapituly v Noto. Stejný rok byl jmenován ekonomem diecéze a poté vicerektorem semináře. Působil také jako ředitel diecézního centra pro povolání a zastával také služby ve farnostech. Od 15. září 2008 měl na starost úřad pro katechismus a 29. června 2010 byl ustanoven arciknězem u S. Pietro e Vicario Foraneo. Před jmenováním biskupem byl biskupským vikářem pro pastoraci.
Dne 27. října 2015 jej papež František jmenoval metropolitním arcibiskupem Palerma. Biskupské svěcení přijal 5. prosince z rukou kardinála Paola Romea a spolusvětiteli byli biskup Antonio Staglianò a biskup Paolo De Nicolò. Dne 29. června přijal od papeže pallium.